# Ziegendorf
Ziegendorf ist eine Gemeinde des Landkreises Ludwigslust-Parchim in Mecklenburg-Vorpommern (Deutschland). Sie wird vom Amt Parchimer Umland mit Sitz in Parchim verwaltet.

## Geografie und Verkehr
Die Gemeinde liegt 18 Kilometer südlich von Parchim. Die Bundesstraße 321 verläuft nordöstlich und die Bundesstraße 5 südwestlich der Gemeinde. Die Bundesautobahn 24 ist über die sechs Kilometer entfernte Anschlussstelle Parchim erreichbar. Ziegendorf liegt am Ausläufer der Ruhner Berge. Das Gemeindegebiet grenzt im Süden an das Land Brandenburg. Westlich der Gemeinde fließt die Löcknitz.
Zur Gemeinde gehören die Ortsteile Drefahl, Meierstorf, Pampin, Platschow, Stresendorf und Ziegendorf.
Es existieren folgende Gemarkungen
| Gemarkungsnummer | Gemarkungsname | Gemarkungsfläche(in ha) |
| ---------------- | -------------- | ----------------------- |
| 131208           | Ziegendorf     | 998,6002                |
| 131209           | Drefahl        | 963,9540                |
| 131210           | Meierstorf     | 638,3834                |
| 131211           | Stresendorf    | 357,9078                |
| 131212           | Pampin         | 448,8980                |
| 131213           | Platschow      | 269,7245                |

## Geschichte
Drefahls Ersterwähnung als Dreual stammt von 1438. Der Ortsname stammt vom altslawischen Wort drŭva für Holz oder Wald ab. Der Ortsname dürfte somit Walddorf bedeuten. Die Dorfkirche stammt aus der Zeit der Gotik.
Meierstorf war mit seiner damaligen gesamten Fläche von 614,4 ha ein Gutsdorf, das zum Amt Grabow gehörte. Die Fachwerkkirche wurde um 1700 gebaut. Das Gutshaus ist ein eingeschossiges, 11-achsiges Ziegelgebäude aus dem 19. Jahrhundert, mit einem zweigeschossigen Zwerchgiebel.
Pampin wurde 1410 erstmals urkundlich erwähnt.
Pampin und Platschow waren bis 1992 Ortsteile von Berge. Sie wurden aus dem seit 1990 zu Brandenburg gehörenden Kreis Perleberg in den Landkreis Parchim eingegliedert.
Ziegendorf ist eine deutsche Gründung und stammt aus der Zeit der Ostkolonisation. Die Fachwerkkirche stammt von 1703. Am 1. Juli 1950 wurden die bis dahin eigenständigen Gemeinden Meierstorf und Stresendorf eingegliedert.

## Politik

### Gemeindevertretung und Bürgermeister
Der Gemeinderat besteht (inkl. Bürgermeister) aus 8 Mitgliedern. Die Wahl zum Gemeinderat am 26. Mai 2019 hatte folgende Ergebnisse:
| Partei/Bewerber                                   | Prozent | Sitze |
| ------------------------------------------------- | ------- | ----- |
| Aktive Wählergemeinschaft der Gemeinde Ziegendorf | 52,93   | 4     |
| Wählergemeinschaft Bürger für Ziegendorf          | 47,07   | 4     |

Bürgermeister der Gemeinde ist Wolfgang Mohr, er wurde mit 50,13 % der Stimmen gewählt.

### Wappen, Flagge, Dienstsiegel

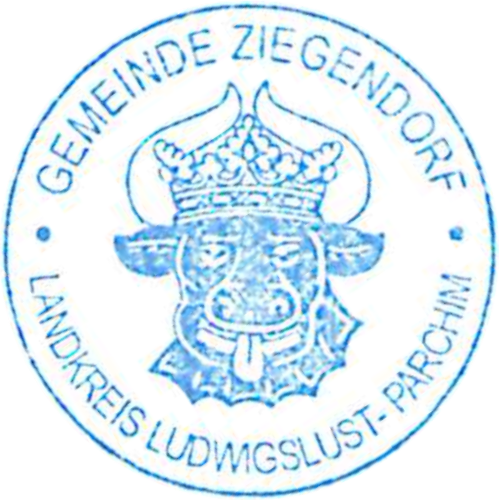
Dienstsiegel

Die Gemeinde verfügt über kein amtlich genehmigtes Hoheitszeichen, weder Wappen noch Flagge. Die Gemeinde Ziegendorf führt als Dienstsiegel das kleine Landessiegel des Landes Mecklenburg-Vorpommern mit dem Wappenbild des Landesteiles Mecklenburg, einem hersehenden Stierkopf mit abgerissenem Halsfell und Krone, und der Umschrift: GEMEINDE ZIEGENDORF LANDKREIS LUDWIGSLUST-PARCHIM.

## Sehenswürdigkeiten
- Fachwerkkirche von 1703 in Ziegendorf, 1998 restauriert, zur Inneneinrichtung gehört ein Taufengel
- Fachwerkkirche um 1700 in Meierstorf mit geböschtem Holzturm im Westen, ab 2005 Instandsetzung
- Fachwerk – Glockenturm der ehemaligen Kirche in Stresendorf
- Bauernhäuser in Ziegendorf
- Gotische Feldsteinkirche mit frei davor gestellten Holzturm in Drefahl
- Häuslerei und Spritzenhaus in Drefahl
- Ringdorfstruktur, Bauernhäuser und Skulpturenpark in Pampin
- Elefantenhof in Platschow
- Ruhner Berge

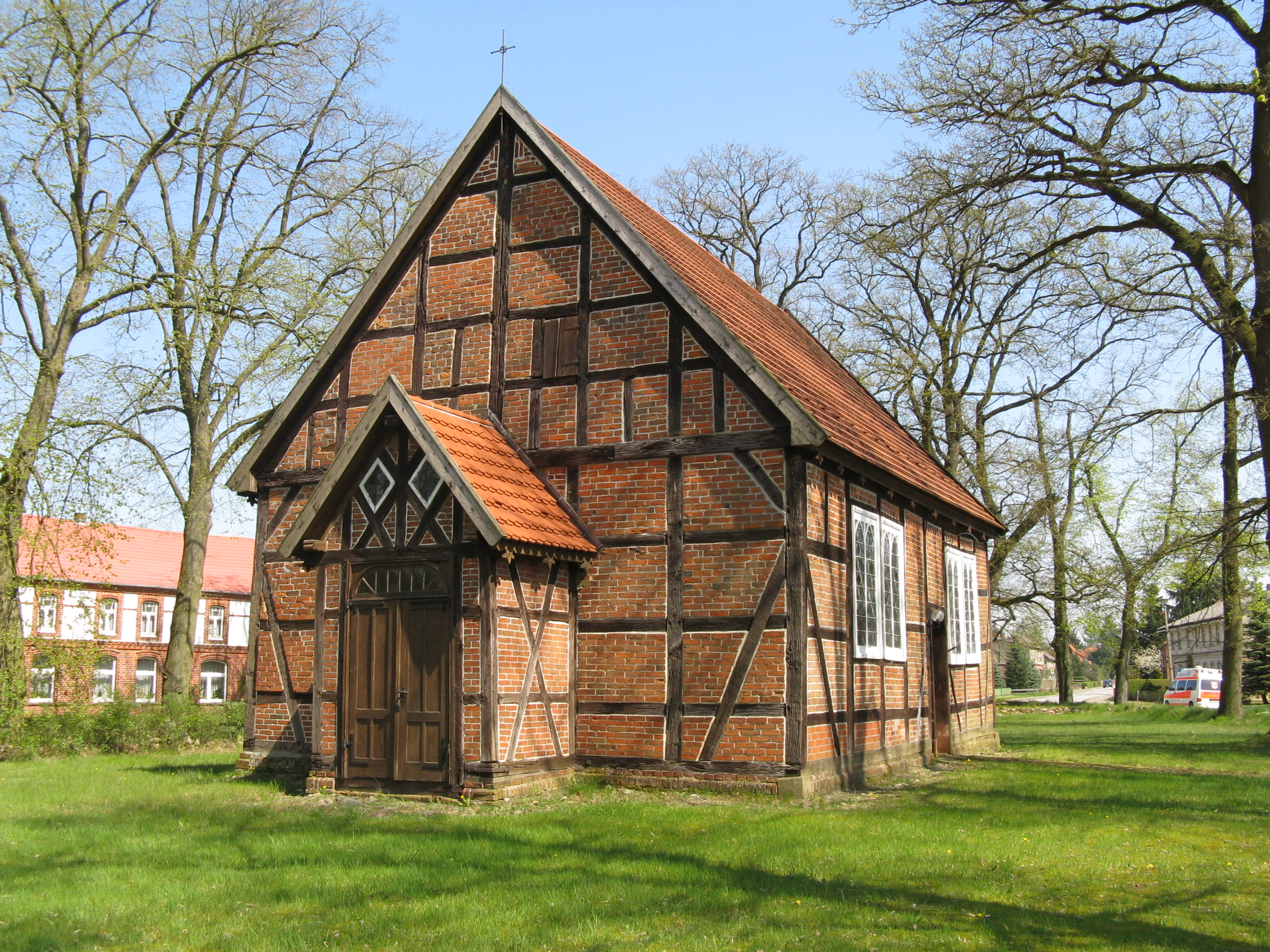
Fachwerkkirche in Ziegendorf
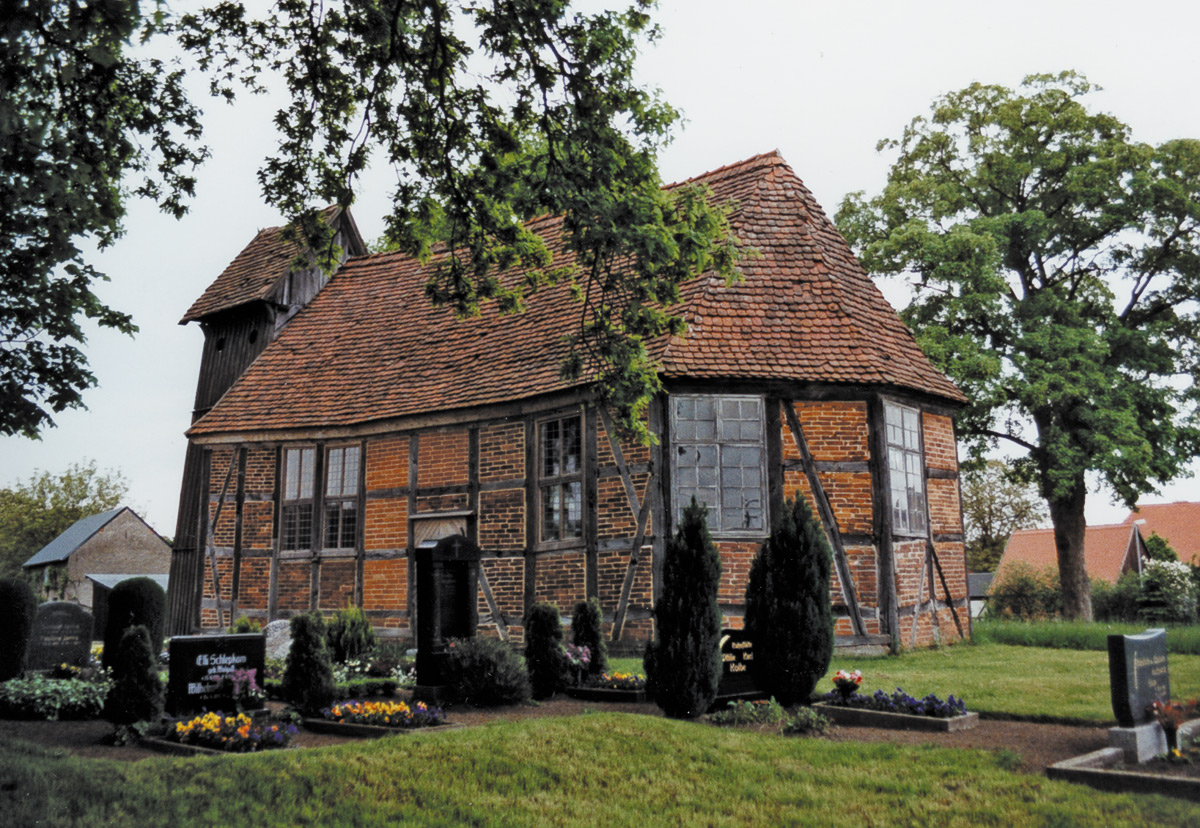
Fachwerkdorfkirche in Meierstorf
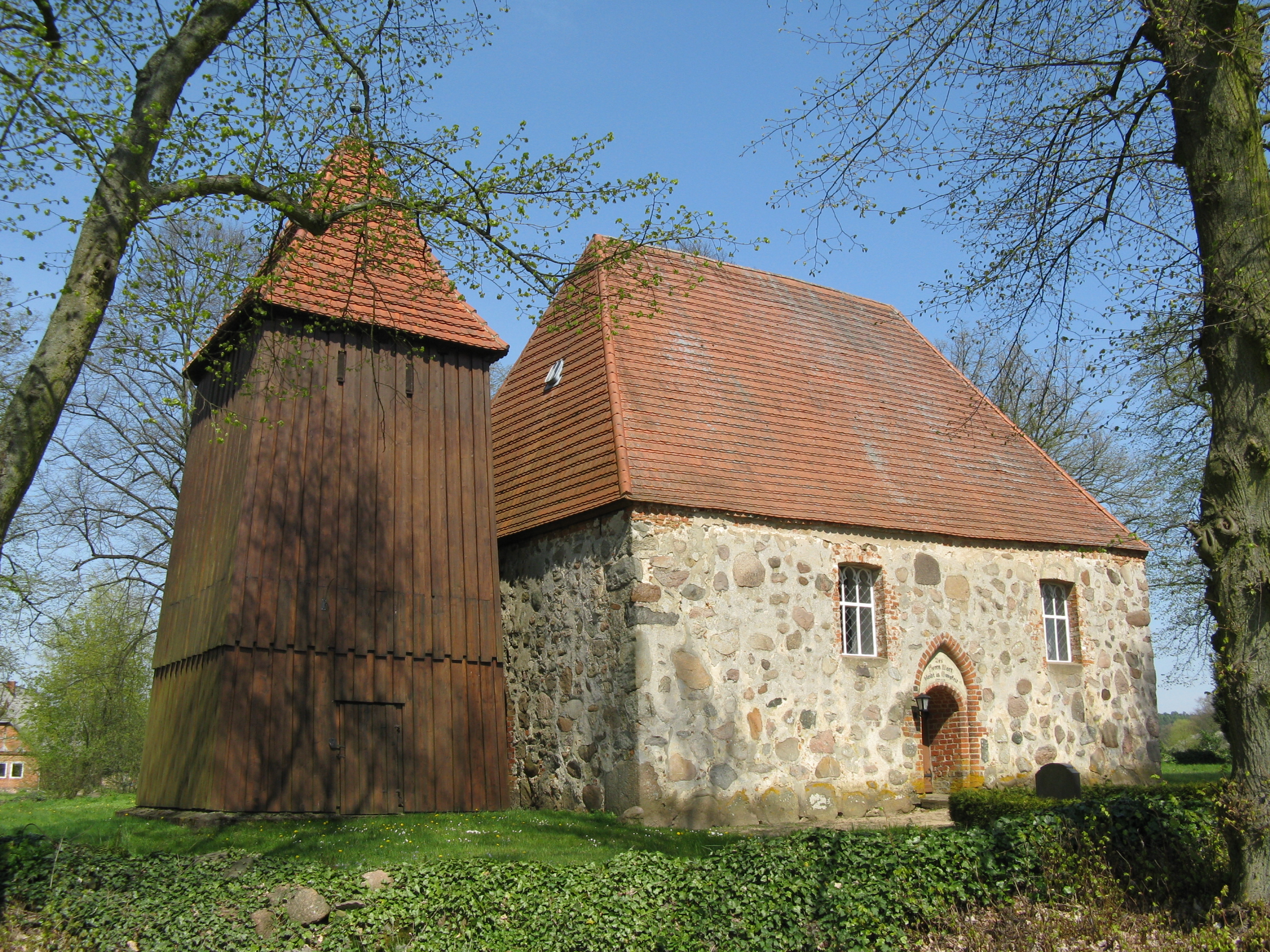
Dorfkirche in Drefahl
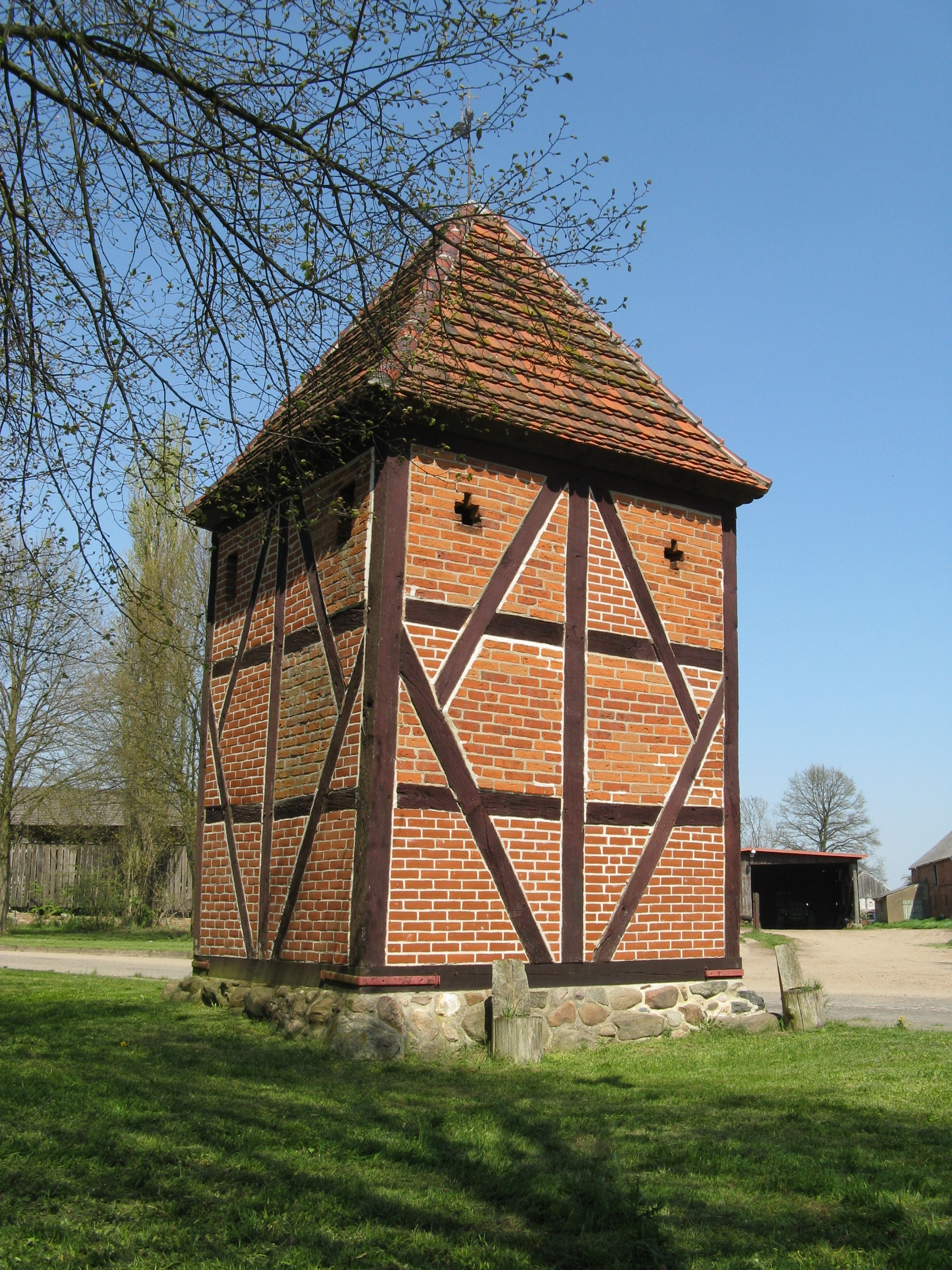
Glockenturm in Stresendorf

## Persönlichkeiten
- Johannes Gosselck (1881–1948), Pädagoge, Heimatforscher und niederdeutscher Schriftsteller, wurde in Stresendorf geboren
- Gabriele Kröcher-Tiedemann (1951–1995), Terroristin, wurde in Ziegendorf geboren